# Lobectomie
Een lobectomie is een chirurgische ingreep in de longen of hersenen. In de hersenen wordt lobectomie uitgevoerd bij patiënten met temporalekwabepilepsie bij wie een medicamenteuze behandeling geen soelaas biedt.
Bij lobectomie van de longen wordt een volledige longkwab of longlob chirurgisch verwijderd. Dit gebeurt meestal omwille van een goedaardige of kwaadaardige tumor. Na de operatie zal er een thoraxdrain geplaatst worden. Indien een hele long wordt verwijderd noemt men dit een pneumonectomie of pneumectomie. Een lobectomie kan via een open behandeling (thoracotomie) of via minimaal invasieve chirurgie, namelijk een kijkoperatie (thoracoscopie) plaatsvinden.